# بيدرو ألبيزو كامبوس
بيدرو ألبيزو كامبوس (12 سبتمبر 1891  - 21 أبريل 1965) محامي وسياسي من بورتوريكو، والشخصية البارزة في حركة استقلال بورتوريكو. ومتحدث بست لغات. تخرج من كلية الحقوق بجامعة هارفارد بأعلى متوسط درجة في فصول القانون، وهو إنجاز أكسبه الحق في إلقاء الخطاب في حفل تخرجه. ومع ذلك، أدى العداء تجاه تراثه العرقي المختلط إلى تأخير أساتذته اثنين من امتحاناته النهائية من أجل منع البيزو كامبوس من التخرج في الوقت المحدد. خلال فترة وجوده في جامعة هارفارد، شارك في الكفاح الأيرلندي من أجل الاستقلال. 
كان ألبيزو كامبوس رئيس ومتحدث رسمي للحزب الوطني البورتوريكي من عام 1930 حتى وفاته في عام 1965. بسبب مهارته الخطابية، تم الترحيب به باعتباره المايسترو (المعلم).  تم سجنه ستة وعشرين عامًا لمحاولته الإطاحة بحكومة الولايات المتحدة في بورتوريكو.
في عام 1950، خطط ودعا لانتفاضة مسلحة في عدة مدن في بورتوريكو. بعد ذلك أدين وسجن مرة أخرى. توفي في عام 1965 بعد فترة وجيزة من العفو عنه والإفراج عنه من السجن الفيدرالي، بعد فنرة وجيزة من اصابته بجلطة دماغية. ولايزال هناك جدل حول علاجه الطبي في السجن.

## النشأة والتعليم
ولد في قطاع من باريو ماتشويلو أباجو  في بونسي ، بورتوريكو إلى خوانا كامبوس، عاملة منزلية من أصل أفريقي، في 12 سبتمبر 1891. كان والده أليخاندرو ألبيزو روميرو، المعروف باسم "El Vizcaíno"، تاجرًا الباسك، من عائلة من المهاجرين الإسبان الذين أقاموا مؤقتًا في فنزويلا   من عائلة متعلمة، كان ألبيزو هو ابن شقيق ملحن دانزا خوان موريل كامبوس، وابن عم أستاذ التربية في بورتوريكو الدكتور كارلوس ألبيزو ميراندا. توفيت والدة الصبي عندما كان صغيراً ولم يعترف والده به حتى التحق بجامعة هارفارد.
تخرج ألبيزو كامبوس من مدرسة بونس الثانوية،  «مدرسة عامة للنخبة البيضاء في المدينة».  في عام 1912، حصل بيدرو على منحة دراسية لدراسة الهندسة وتخصص في الكيمياء، في جامعة فيرمونت. في عام 1913، انتقل إلى جامعة هارفارد لمواصلة دراسته.
عند اندلاع الحرب العالمية الأولى، تطوع ألبيزو كامبوس في مشاة الولايات المتحدة. كلف ألبيزو ملازمًا ثانيًا في احتياطيات الجيش وأُرسل إلى مدينة بونس. تم استدعائه للخدمة في الجيش النظامي وأرسل إلى معسكر لاس كاساس لمزيد من التدريب. عند الانتهاء من التدريب، تم تعيينه في فوج المشاة 375. قام جيش الولايات المتحدة بتعيين البورتوريكيين المنحدرين من أصل أفريقي كجنود في وحدات الجنود ذوي البشرة السمراء، مثل الفوج 375. كان الضباط رجالًا يصنفون على أنهم أبيض، وتم اعتبار ألبيزو كامبوس كواحد منهم.

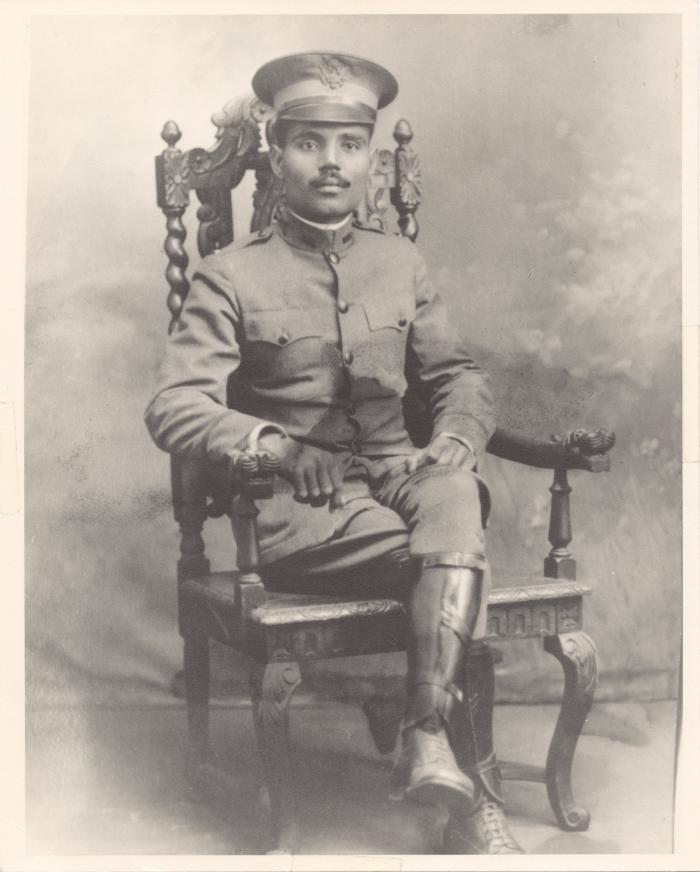
الملازم بيدرو ألبيزو كامبوس (الجيش الأمريكي)

تم طرد ألبيزو كامبوس بشرف من الجيش في عام 1919، برتبة ملازم أول. ومع ذلك، فإن تعرضه للعنصرية خلال فترة وجوده في الجيش الأمريكي غير وجهة نظره بشأن العلاقات بين الولايات المتحدة وبورتوريكو، وأصبح المدافع الرئيسي عن استقلال بورتوريكو.
في عام 1919، عاد ألبيزو إلى دراسته في جامعة هارفارد، حيث تم انتخابه رئيسًا لنادي هارفارد العالمي. التقى بالطلاب الأجانب وقادة العالم، مثل سوبهاس تشاندرا بوس، القائد القومي الهندي، والشاعر الهندوسي رابيندراناث طاغور. أصبح مهتمًا بقضية الاستقلال الهندي وساعد أيضًا في إنشاء عدة مراكز في بوسطن لاستقلال أيرلندا. من خلال هذا العمل، التقى ألبيزو كامبوس بالزعيم الأيرلندي إيمون دي فاليرا وأصبح لاحقًا مستشارًا في صياغة دستور الدولة الأيرلندية الحرة.   أثناء تواجده في جامعة هارفارد، شارك في تأسيس فرسان جامعة كولومبوس مع طلاب كاثوليك آخرين.
تخرج ألبيزو من كلية الحقوق بجامعة هارفارد عام 1921 بينما كان يدرس الأدب والفلسفة والهندسة الكيميائية والعلوم العسكرية في نفس الوقت في كلية هارفارد. كان يتقن ست لغات حديثة ولغتين كلاسيكيتين: الإنجليزية والإسبانية والفرنسية والألمانية والبرتغالية والإيطالية واللاتينية واليونانية القديمة.
بعد التخرج من كلية الحقوق، تم تجنيد ألبيزو كامبوس لشغل مناصب مرموقة، بما في ذلك وظيفة محاضر في القانون في المحكمة العليا للولايات المتحدة، ووظيفة دبلوماسية لدى وزارة الخارجية الأمريكية، ونائب الرئيس الإقليمي (لمنطقة البحر الكاريبي) لنقابة زراعية أمريكية وفي تعيين أعضاء هيئة التدريس في جامعة بورتوريكو.
في 23 يونيو 1921، بعد تخرجه من كلية الحقوق بجامعة هارفارد، عاد ألبيزو إلى بورتوريكو، لكن بدون دبلوم القانون. كان ضحية التمييز العنصري من قبل أحد أساتذته. حيث قام هذا الأستاذ بتأجيل امتحانات ألبيزو النهائية للعام الدراسي الثالث في دورات في الأدلة والشركات. كان ألبيزو على وشك التخرج بأعلى متوسط في الصف في كلية الحقوق. على هذا النحو، كان من المقرر أن يلقي الخطاب التكريمي خلال احتفالات التخرج. وأرجأ أستاذه امتحاناته حتى لا يتمكن من إكمال عمله.
غادر ألبيزو كامبوس الولايات المتحدة، وأخذ واجتاز الاختبارين المطلوبين في بورتوريكو، وفي يونيو 1922 حصل على شهادة الحقوق عن طريق البريد. اجتاز امتحان نقابة المحامين وتم قبوله في نقابة المحامين في بورتوريكو في 11 فبراير 1924.
في عام 1922، تزوج ألبيزو من الدكتورة لورا مينيسيس، عالمة الكيمياء الحيوية في بيرو والتي قابلها بجامعة هارفارد. كان لديهم أربعة أطفال يدعى بيدرو ولورا وروزا إميليا وهيكتور.

## السياق التاريخي
بعد ما يقرب من أربعمائة عام من الهيمنة الاستعمارية في ظل الإمبراطورية الإسبانية، حصلت بورتوريكو أخيرًا على استقلالها الاستعماري في عام 1898 من خلال ميثاق الحكم الذاتي (Carta de Autonomía). تم التوقيع على ميثاق الحكم الذاتي هذا من قبل رئيس الوزراء الإسباني بريكسيديس ماتيو ساجاستا وتم التصديق عليه من قبل كورتيس الإسبانية.
على الرغم من ذلك، بعد بضعة أشهر فقط، ادعت الولايات المتحدة ملكية الجزيرة كجزء من معاهدة باريس، التي أبرمت الحرب الإسبانية الأمريكية. انضم الأشخاص المعارضون للاستيلاء على مر السنين فيما أصبح الحزب الوطني البورتوريكي. كان موقفهم أنه، كمسألة من القانون الدولي، لم تستطع معاهدة باريس تمكين الأسبان من منح الولايات المتحدة ما لم يعد لهم.
في عام 1913 أصبح تشارلز هربرت ألين - أول حاكم مدني أمريكي سابق للجزيرة - وبعد عدة سنوات من مغادرته بورتوريكو أصبح رئيسًا لشركة تكرير السكر الأمريكية،  وهي الأكبر من نوعها في العالم. في عام 1915 قدم استقالته وذلك لتقليص مسؤولياته لكنه بقي على رأس عمله. تم تغيير اسم الشركة لاحقًا إلى شركة Domino Sugar . وفقًا للمؤرخ Federico Ribes Tovar ، استفاد تشارلز من حكمه لبورتوريكو في صالح سيطرته على كامل اقتصاد الجزيرة.

## بدايات المسيرة المهنية

### قيادة الحزب الوطني البورتوريكي

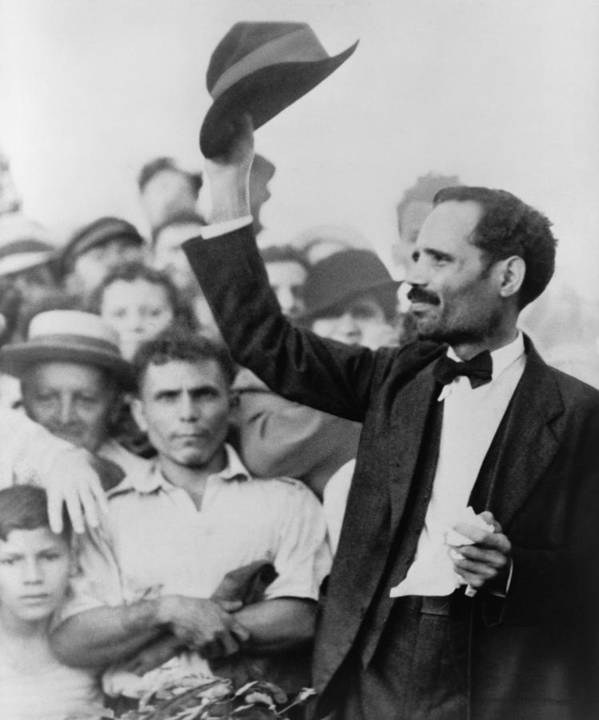
بيدرو ألبيزو كامبوس في عام 1936.

أراد النشطاء القوميون في بورتوريكو الاستقلال عن البنوك الأجنبية وأصحاب المزارع الغائبين والحكم الاستعماري للولايات المتحدة فبدأوا في تنظيم أنفسهم في بورتوريكو.
في عام 1919، أخذ خوسيه كول يي كوشي - عضو حزب الاتحاد في بورتوريكو - أتباعه معه لتشكيل الرابطة الوطنية لبورتوريكو في سان خوان، للعمل من أجل الاستقلال. حصلوا على موافقة تشريعية لإعادة رفات رامون إميتيريو بيتانس، الوطني البورتوريكي، من باريس، فرنسا.
بحلول العشرينيات من القرن الماضي، تشكلت منظمتان أخريان مؤيدتان للإستقلال في الجزيرة وهما الشباب القومي ورابطة الاستقلال لبورتوريكو. في عام 1920 تأسست جمعية الاستقلال من قبل خوسيه أ. ألغريا وإوجينيو فونت سواريز وليوبولدو فيغيروا. في 17 سبتمبر 1922، تضافرت هذه المنظمات السياسية الثلاثة وشكلت الحزب الوطني البورتوريكي. تم انتخاب كول كوتش رئيسًا وانتخاب نائب الرئيس خوسيه أ. ألجريا (والد ريكاردو أليغريا).
في عام 1924، انضم بيدرو ألبيزو كامبوس إلى الحزب الوطني البورتوريكي وانتخب نائباً للرئيس. في عام 1927، سافر ألبيزو إلى سانتو دومينغو وهايتي وكوبا والمكسيك وبنما وبيرو وفنزويلا طلبًا للدعم من دول أمريكا اللاتينية لحركة الاستقلال البورتوريكية.
في عام 1930، اختلف ألبيزو وخوسيه كول يي كوتش - رئيس الحزب - حول كيفية إدارة الحزب. لم يعجب ألبيزو بما اعتبره موقف كول من التضامن الأخوي مع العدو. ونتيجة لذلك، غادر كول الحزب وعاد مع بعض أتباعه إلى حزب الاتحاد. في 11 مايو 1930، تم انتخاب ألبيزو رئيسًا للحزب الوطني البورتوريكي. وشكل أول لجنة قومية للمرأة، في بلدية جزيرة فييكس، بورتوريكو.
بعد انتخابه رئيسا للحزب، أعلن ألبيزو: «لم أؤمن بالأرقام. وبدلاً من ذلك، سيتم تحقيق الاستقلال عن طريق كثافة أولئك الذين يكرسون أنفسهم تمامًا للمثل القومي.»  تحت شعار "La Patria es valor y sacrificio" (الوطن هو الشجاعة والتضحية)، تم تنفيذ حملة جديدة من التأكيد الوطني. تم دمج رؤية ألبيزو كامبوس للتضحية مع إيمانه الكاثوليكي.

### اتهام ضد الدكتور كورنيليوس ب. رودس
في عام 1932، نشر ألبيزو خطابًا يتهم فيه الدكتور كورنيليوس ب. رودس، وهو عالم أمراض أمريكي في معهد روكفلر، بقتل مرضى بورتوريكو في مستشفى سان خوان بريسبيتيريان كجزء من بحثه الطبي. تلقى ألبيزو كامبوس خطابًا غير مراسلة من قبل رودز موجهة إلى زميل له، تم العثور عليه بعد عودة رودز إلى الولايات المتحدة.

### الجهود الوطنية المبكرة

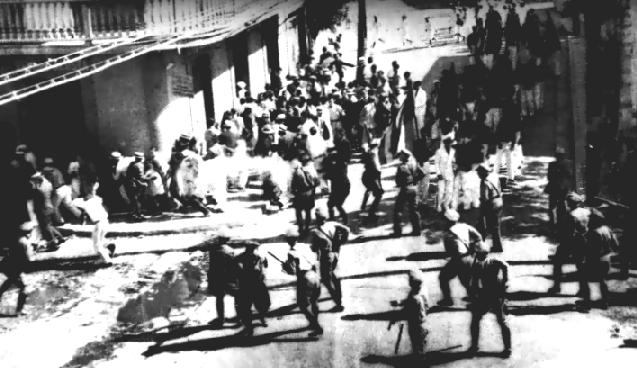
مذبحة بونس ، 1937. أخذ كارلوس توريس موراليس ، وهو صحفي مصور في جريدة El Imparcial ، هذا عندما بدأ إطلاق النار.

حصل الحزب الوطني على نتائج انتخابية سيئة في انتخابات 1932، لكنه واصل حملته لتوحيد الجزيرة خلف برنامج بورتوريكو مستقل. في عام 1933، قاد ألبيزو كامبوس إضرابا ضد شركة بورتوريكو للسكك الحديدية والضوء والطاقة بسبب احتكارها المزعوم للجزيرة. في العام التالي، مثل عمال قصب السكر كمحام في دعوى ضد صناعة السكر في الولايات المتحدة.
تم تكثيف الحركة القومية من قبل بعض أعضائها الذين قتلوا على أيدي الشرطة خلال الاضطرابات في جامعة بورتوريكو في عام 1935، في ما كان يسمى مذبحة ريو بيدراس. وقاد الشرطة العقيد إ. فرانسيس ريجز، وهو ضابط سابق في جيش الولايات المتحدة. قام البيزو بسحب الحزب القومي من السياسة الانتخابية، قائلاً إنه لن يشارك حتى تنهي الولايات المتحدة الحكم الاستعماري.
في عام 1936، اغتيل حيرام روسادو وإلياس بوشامب، وهما عضوان في منظمة كاديت الجمهورية، المنظمة الشبابية القومية، العقيد ريجز. بعد إلقاء القبض عليهم، قُتلوا دون محاكمة في مقر الشرطة في سان خوان.
قتلت الشرطة الأخرى المتظاهرين والمارة في موكب في مذبحة بونس (1937). اعتقد القوميون أن هذا يدل على العنف الذي كانت الولايات المتحدة مستعدة لاستخدامه من أجل الحفاظ على نظامها الاستعماري في بورتوريكو. يعتقد المؤرخان مانويل مالدونادو دينيس وسيزار أيالا أن الدافع وراء هذا القمع، خاصة خلال فترة الكساد الكبير، كان لأن المصالح التجارية للولايات المتحدة كانت تحقق مثل هذه الأرباح الهائلة من خلال هذا الترتيب الاستعماري.

### الاعتقال الأول
بعد هذه الأحداث، في 3 أبريل 1936، قامت هيئة محلفين اتحادية بتقديم لائحة اتهام ضد ألبيزو كامبوس، خوان أنطونيو كوريتير، لويس إف. فيلاسكيز، كليمنتي سوتو فيليز وضد الأعضاء التالية أسماؤهم للطلاب: إراسمو فيلاسكيز، خوليو إتش. فيلاسكيز، رافائيل أورتيز باتشيكو، خوان غالاردو سانتياغو، وبابلو روسادو أورتيز. ووجهت إليهم تهم التحريض على الفتنة وغيرها من انتهاكات المادة 18 من قانون الولايات المتحدة.
استند الادعاء في بعض الاتهامات الموجهة إليه إلى قيام القوميين بتكوين وتنظيم الكاديت، والتي أشارت إليها الحكومة باسم «جيش تحرير بورتوريكو». وقال ممثلو الادعاء إن التكتيكات العسكرية التي تم تعليمها للطلاب كانت تهدف إلى الإطاحة بحكومة الولايات المتحدة.  برأت هيئة محلفين من سبعة من البورتوريكيين وخمسة أمريكيين الأفراد بتصويت من 7 إلى 5.
ومع ذلك، لم يوافق القاضي روبرت أ. كوبر على هذا الحكم. ودعا إلى محاكمة جديدة وهيئة محلفين جديدة، والتي كانت تتألف من عشرة أمريكيين واثنين من البورتوريكيين. وخلصت هيئة المحلفين الثانية إلى أن المتهمين مذنبون.
في عام 1937، استأنفت مجموعة من المحامين، من بينهم جيلبرتو كونسبسيون دي غراسيا، القضية، لكن محكمة استئناف بوسطن، التي كانت تحت سلطة الاستئناف، أيدت الحكم. وحُكم على ألبيزو كامبوس والزعماء الوطنيين الآخرين بالسجن الفيدرالي في أتلانتا.
في عام 1939، انتقد عضو الكونغرس الأمريكي فيتو ماركانتونيو الإجراءات، واصفا المحاكمة بأنها «إطار» و «واحدة من أكثر الصفحات سوادًا في تاريخ الفقه الأمريكي». في خطابه «خمس سنوات من الاستبداد» ، قال عضو الكونجرس ماركانتونيو إن هيئة المحلفين في ألبيزو كانت متحيزة بشدة منذ أن اختارها محامي الادعاء سيسيل سنايدر. ووفقًا لماركانتونيو، كانت هيئة المحلفين مؤلفة من أشخاص «... الذين عبروا عن التحيز والكراهية علانيةً للمدعى عليهم». وقال إن سنايدر قيل له إن «وزارة العدل ستدعمه حتى يتم إدانته».
دافع ماركانتونيو عن حقوق بورتوريكو، قائلاً "طالما بقيت بورتوريكو جزءًا من الولايات المتحدة، يجب أن تتمتع بورتوريكو بنفس الحرية، والحريات المدنية ذاتها، والعدالة ذاتها التي وضعها أجدادنا لنا. فقط عفو كامل وفوري غير مشروط سوف يصحح هذا الخطأ التاريخي إلى حد كبير. 
في عام 1943، أصيب ألبيزو كامبوس بمرض خطير وتعين احتجازه في مستشفى كولومبوس بنيويورك. مكث هناك حتى نهاية فترة عقوبته. في عام 1947، بعد أحد عشر عاماً من السجن، أُطلق سراح ألبيزو؛ عاد إلى بورتوريكو. خلال فترة قصيرة من الوقت، بدأ في الاستعداد لكفاح مسلح ضد خطة الولايات المتحدة لتحويل بورتوريكو إلى «كومنولث» للولايات المتحدة.

## المسيرة المهنية اللاحقة
في عام 1948، أقر مجلس الشيوخ البورتوريكي القانون رقم 53، كما دعا بـ (قانون الكمامة). في ذلك الوقت، كان أعضاء حزب Partido Popular Democrático (الحزب الديمقراطي الشعبي)، أو حزب الشعب الديمقراطي، يشغلون جميع مقاعد مجلس الشيوخ تقريبًا، وتولى لويس مونيوز مارين رئاسة المجلس.
تم التوقيع على مشروع القانون في 10 يونيو 1948، من قبل حاكم بورتوريكو جيسوس تي بينيرو الذي عينته الولايات المتحدة. انها تشبه عن كثب قانون سميث المناهض للشيوعية الذي صدر في الولايات المتحدة.
جعل القانون من غير القانوني امتلاك أو عرض علم بورتوريكو في أي مكان، حتى في منزله. حدت من الخطاب ضد حكومة الولايات المتحدة أو لصالح استقلال بورتوريكو وحظرت على أي شخص طباعة أو نشر أو بيع أو عرض أي مواد تهدف إلى شل أو عزل الحكومة المنعزلة أو تنظيم أي مجتمع أو مجموعة أو تجمع أشخاص مع شخص مماثل نية مدمرة. يمكن الحكم على أي شخص متهم وعاقب بتهمة مخالفة القانون بالسجن لمدة عشر سنوات، وغرامة قدرها 10000 دولار أو كليهما.
وتحدث الدكتور ليوبولدو فيغيروا، الذي كان آنذاك عضوًا في حزب بارتيو إستاديستا بويرتورينيو (حزب دولة بورتوريكو) والعضو الوحيد غير من الحزب الشعبي الديمقراطي في مجلس النواب في بورتوريكو، عن معارضته للقانون، قائلاً إنه كان قمعيًا وينتهك بشكل مباشر القانون. التعديل الأول لدستور الولايات المتحدة، والذي يضمن حرية التعبير. ولاحظ فيغيروا أنه منذ منح البورتوريكيين الجنسية الأمريكية، فإنهم مشمولون بالحماية الدستورية.

### انتفاضات الخمسينيات والاعتقال الثاني
تم سجن بيدرو ألبيزو كامبوس مرة أخرى بعد ثورات 30 أكتوبر 1950 القومية، والمعروفة باسم ثورات الحزب الوطني البورتوريكي في الخمسينيات، في مدن وبلدات بورتوريكية مختلفة ضد حكم الولايات المتحدة. من بين أبرز هذه الثورات ثورة جايويا، حيث استولت مجموعة من القوميين البورتوريكيين، بقيادة بلانكا كاناليس، على بلدة جايويا لمدة ثلاثة أيام؛ انتفاضة Utuado التي بلغت ذروتها فيما يعرف باسم «مذبحة Utuado»؛ والهجوم على لا فورتاليزا (قصر حاكم بورتوريكو) خلال الهجوم الوطني لسان خوان .
في 31 أكتوبر، حاصر ضباط الشرطة والحرس الوطني سالون بوريكوا، وهي صالون حلاقة في سانتورسي . اعتقادا منهم بأن مجموعة من القوميين كانوا داخل المتجر، فتحوا النار. الشخص الوحيد في المحل هو حلاق ألبيزو كامبوس الشخصي، فيدال سانتياغو دياز. قاتل سانتياغو دياز بمفرده المهاجمين لمدة ثلاث ساعات وتلقى خمس جروح من بينهم رصاصة في الرأس. تم نقل المعركة النارية بالكامل «مباشرة» عبر موجات الراديو، وتم سماعها في جميع أنحاء الجزيرة. بين عشية وضحاها، أصبح سانتياغو دياز، الحلاق الذي نجا من هجوم مسلح من قبل أربعين من رجال الشرطة والحرس الوطني، أسطورة في جميع أنحاء بورتوريكو.
أثناء التمرد، كان ألبيزو في مقر الحزب الوطني في أولد سان خوان، والذي كان بمثابة مقر إقامته. ورافقه في ذلك اليوم خوان خوسيه مونيوز ماتوس ، دوريس توريسولا رورا (ابن عم بلانكا كاناليس وشقيقة غريسيليو توريسولا)، وكارمن ماريا بيريز روك. كان شاغلو المبنى محاطين بالشرطة والحرس الوطني الذين أطلقوا أسلحتهم دون سابق إنذار. دوريس توريسولا ، الذي أُطلق عليه الرصاص وأصيب ، تم تنفيذه خلال وقف لإطلاق النار من قبل مونيوس ماتوس وبيريز روك. ألفارو ريفيرا ووكر ، صديق بيدرو ألبيزو كامبوس ، شق طريقه بطريقة ما إلى الزعيم الوطني. مكث مع ألبيزو كامبوس حتى اليوم التالي عندما تعرضوا للهجوم بالغاز. ثم رفع ريفيرا ووكر منشفة بيضاء كان يعلقها على عمود واستسلم. تم القبض على جميع القوميين ، بما في ذلك ألبيزو.
في 1 نوفمبر 1950، هاجم القوميان أوسكار كولازو وجريسيليو توريسولا منزل بلير في واشنطن العاصمة حيث كان يقيم الرئيس هاري ترومان بينما كان البيت الأبيض يجري ترميمه. أثناء الهجوم على الرئيس ، قُتل توريسولا وشرطي ، الجندي ليزلي كوفيلت .
بسبب محاولة الاغتيال هذه ، تعرض بيدرو ألبيزو كامبوس للهجوم على الفور في منزله. بعد تبادل لإطلاق النار مع الشرطة ، ألقي القبض على ألبيزو كامبوس وحُكم عليه بالسجن لمدة ثمانين عامًا. خلال الأيام القليلة المقبلة ، تم اعتقال 3000 من أنصار الاستقلال في جميع أنحاء الجزيرة.

### لوليتا ليبرون والاعتقال الثالث
تم العفو عن ألبيزو في عام 1953 من قبل الحاكم آنذاك لويس مونيوز مارين ، لكن تم إلغاء العفو في العام التالي بعد الهجوم القومي الذي شنه مجلس النواب الأمريكي عام 1954، عندما فتح أربعة من الوطنيين البورتوريكيين ، بقيادة لوليتا ليبرون، النار من معرض مبنى الكابيتول في واشنطن العاصمة.
على الرغم من اعتلاله ، اعتُقل بيدرو ألبيزو كامبوس عندما قامت لوليتا ليبرون ورافائيل إلغاء ميراندا وأندريس فيغيروا كورديرو وإيرفين فلوريس برفع علم بورتوريكو وفتحوا النار على أعضاء الكونغرس 83 في 1 مارس 1954 بنية جذب الانتباه العالمي لقضية استقلال بورتوريكو.

### السنوات اللاحقة والموت
أثناء سجنه ، عانى ألبيزو من تدهور الحالة الصحية. وزعم أنه كان موضع تجارب إشعاعية بشرية في السجن وقال إنه يمكن أن يرى أشعة ملونة تقصفه. عندما لفّ المناشف المبللة حول رأسه من أجل حماية نفسه من الإشعاع ، سخر حراس السجن بوصفه بـ إل ري دي لاس تولاس (ملك المناشف).
اقترح المسؤولون أن بيدرو ألبيزو كامبوس كان يعاني من مرض عقلي ، لكن سجناء آخرين في سجن لا برنسيسا ومن بينهم فرانسيسكو ماتوس باولي وروبرتو دياز وخوان جاكا ، ادعوا أنهم شعروا بآثار الإشعاع على أجسادهم أيضًا. 
سافر الدكتور أورلاندو دومي ، أخصائي الأشعة ورئيس جمعية السرطان الكوبية ، إلى بورتوريكو لفحصه. من خلال الفحص البدني المباشر لـ ألبيزو توصل الدكتور إلى ثلاثة استنتاجات محددة:
1) أن القروح الموجودة في ألبيزو كامبوس أنتجت من حروق إشعاعية
2) أن أعراضه تتوافق مع أعراض الشخص الذي تلقى إشعاعات شديدة ،
3) أن لف نفسه في مناشف مبللة هو أفضل طريقة لتقليل شدة الأشعة.
في عام 1956، أصيب ألبيزو بسكتة دماغية في السجن وتم نقله إلى مستشفى سان خوان المشيخي تحت حراسة الشرطة.
في 15 نوفمبر 1964، على شفا الموت ، تم العفو عن بيدرو ألبيزو كامبوس من قبل الحاكم لويس مونيوز مارين. توفي في 21 أبريل 1965. كان أكثر من 75000 بورتوريكي جزءًا من موكب رافق جثته لدفنها في مقبرة سان خوان القديمة.

## ميراث

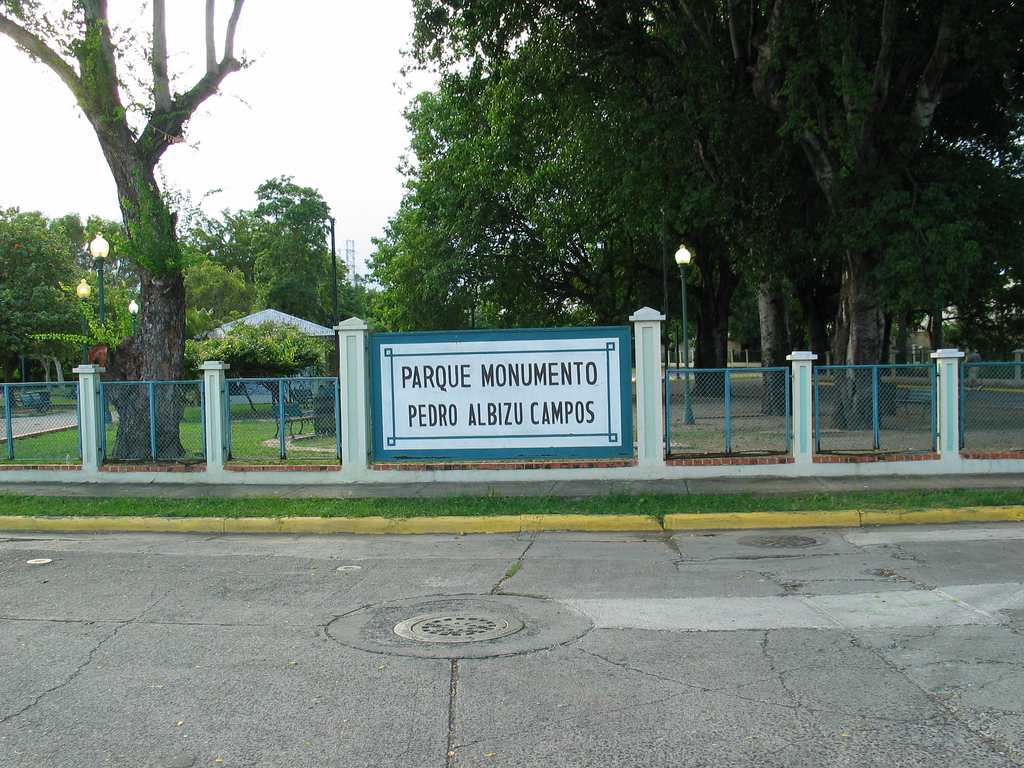
تم بناء حديقة بيدرو ألبيزو كامبوس في مسقط رأسه: مجتمع Tenerias في Barrio Machuelo Abajo ، Ponce ، بورتوريكو.

إرث بيدرو ألبيزو كامبوس هو موضوع النقاش بين المؤيدين والمنتقدين. أطلق عليه لوليتا ليبرون لقب «زعيم بورتوريكو الأكثر رؤية»  ويعتبره القوميون «أحد أعظم وطنيي الجزيرة في القرن العشرين». في وصف إرثه ، كتب عالم الاجتماع خوان مانويل كاريون أن «بيدرو ألبيزو لا يزال يمثل تحديًا قويًا للنسيج السياسي الاستعماري [لبورتوريكو]». يقول أتباعه إن الإجراءات السياسية والعسكرية لألبيزو كانت بمثابة مقدمة للتغيير الإيجابي في بورتوريكو ، بما في ذلك تحسين ظروف العمل للفلاحين والعمال ، وتقييم أكثر دقة للعلاقة الاستعمارية بين بورتوريكو والولايات المتحدة ، ووعي من قبل المؤسسة السياسية في واشنطن العاصمة لهذه العلاقة الاستعمارية. يذكر المؤيدون أن الإرث هو التضحية المثالية من أجل بناء الأمة البورتوريكية ... إرث المقاومة للحكم الاستعماري. يقول منتقدوه إنه «فشل في جذب وتقديم حلول ملموسة للفقراء والناس الذين يعانون من الطبقة العاملة ، وبالتالي لم يتمكن من نشر الثورة على الجماهير».
كان إحياء الاحتفال العام بشبكة Grito de Lares ورموزها الهامة نتيجة لجهود ألبيزو كامبوس كزعيم للحزب الوطني البورتوريكي.

### ملفات ألبيزو كامبوس لدى مكتب التحقيقات الفيدرالي.
في 2000s ، كشفت ملفات مكتب التحقيقات الفيدرالي (FBI) الصادرة بموجب قانون حرية المعلومات ، أن مكتب الـ FBI قام بالتنسيق مع مكاتب في نيويورك وشيكاغو ومدن أخرى ، في مراقبة استمرت لعقود ألبيزو والبورالذين كانوا على اتصال أو التواصل معه. هذه المستندات قابلة للعرض عبر الإنترنت ، بما في ذلك بعض المستندات الحديثة جدًا حتى عام 1965. 

## التكريمات
كان موضوع مئات الكتب والمقالات التي لا تعد ولا تحصى. تم تكريمه أيضًا في الولايات المتحدة وفي بورتوريكو بعدة طرق.

## روابط خارجية
- بيدرو ألبيزو كامبوس على موقع الموسوعة البريطانية (الإنجليزية)